# Jalal ad-Din Mingburnu

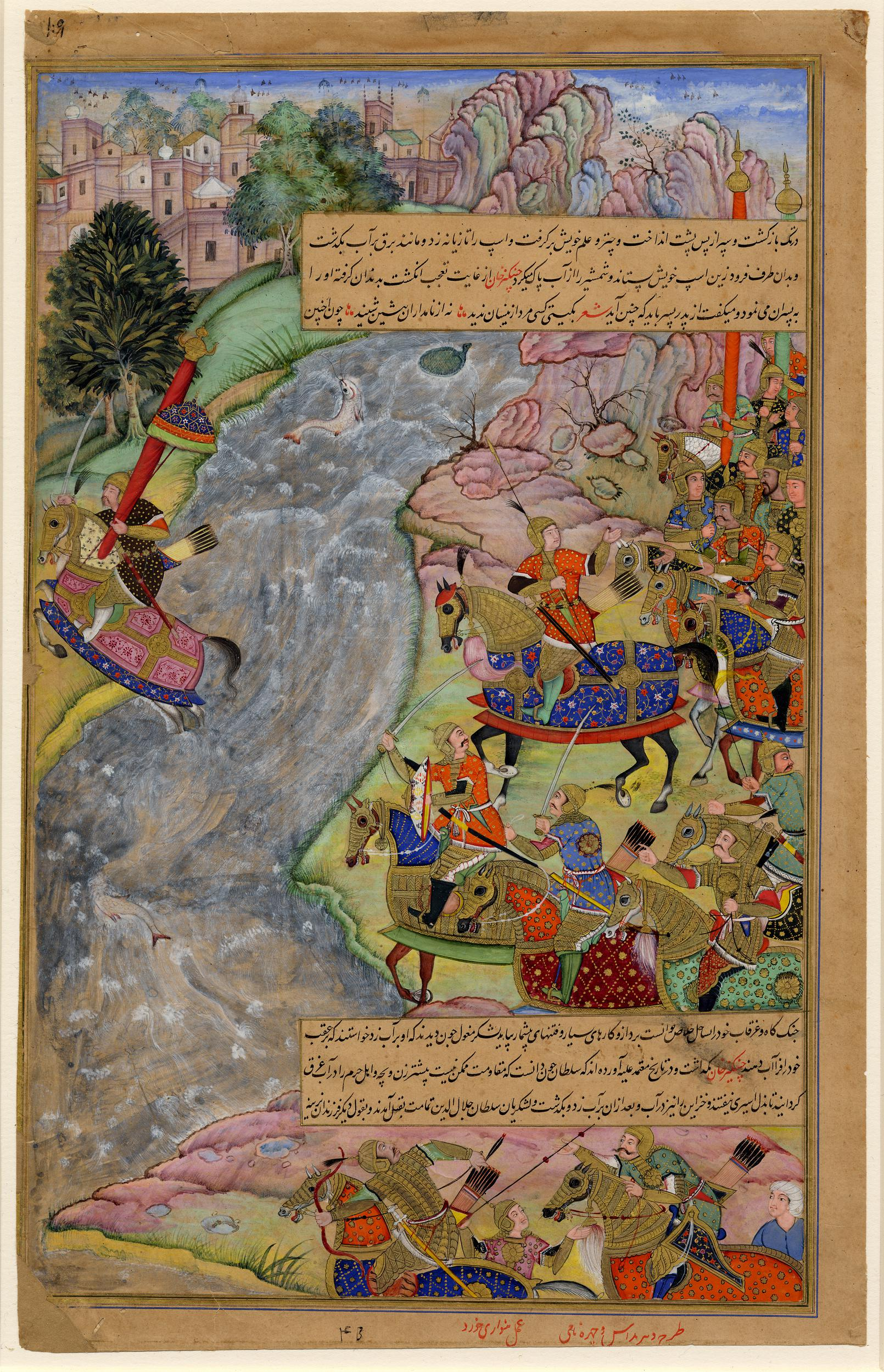
Jalal al-Din vlucht over de Indus. Schilderij eind 16e eeuw.

Jalal ad-Din Mingburnu was de laatste sjah van Chorasmië, van 1220 tot aan zijn dood in 1231.

## Levensloop
Jalal ad-Din volgde zijn vader Muhammad II op, die stierf kort nadat de Mongolen Chorasmië waren binnengevallen. Hij verzamelde zijn troepen rond de stad Ghazni en versloeg de Mongolen in de Slag bij Parvan. Dzjengis Khan zelf zette de achtervolging in en Jalal ad-Din werd genoodzaakt de rivier de Indus over te vluchten. Iltutmish, sultan van Delhi gaf hem geen asiel uit schrik voor Dzjengis Khan. Vanaf nu werd Jalal ad-Din een rondzwervende krijgsheer.
Na drie jaar verliet hij India en viel de Seltsjoeken in Azerbeidzjan aan. Hij veroverde in 1225 Tbilisi, de hoofdstad van het Koninkrijk Georgië, en tartte het Sultanaat van Rûm. In 1228 had hij een nieuw rijk gecreëerd rond Kirman, Fars, Isfahan en Tabriz. De uitbreiding van zijn rijk naar het westen was voor sultan Kayqubad I van Rûm een brug te ver. Jalal ad-Din werd verslagen in de slag bij Yassıçemen in 1230. Ögedei Khan van de Mongolen vernam dat Jalal ad-Din had ontvlucht en zette de achtervolging in. Het pas opgerichte rijk werd met de grond gelijk gemaakt. Ergens in de bergen van Diyarbakır werd hij in augustus 1231 door een boer vermoord.

## Mythe
De mythe rond Jalal ad-Din bleef na zijn dood bestaan. De Khwarazmiyya, een huurlingenleger rond verschillende krijgsheren die zich uitgaven voor Jalal ad-Din, was nog actief tot 1246.